# Văleni (gmina Viișoara)
Văleni – wieś w Rumunii, w okręgu Vaslui, w gminie Viișoara. W 2011 roku liczyła 168 mieszkańców.